# Geosynklina
Geosynklina – podłużne zagłębienie w skorupie ziemskiej (np. rowy oceaniczne lub inna część oceanu bądź morza przybrzeżnego), w którym gromadziły się osady. Dominującą cechą jest duża i zmienna głębokość oraz rozciągłość, przy stosunkowo małej szerokości. W trakcie sedymentacji osady były ściskane i deformowane, a później wydźwignięte tworząc łańcuch górski. Towarzyszyły temu zjawiska wulkaniczne i plutoniczne – eugeosynkliny. W miogeosynklinach nie występowały zjawiska wulkaniczne. 
Teorię geosynklin wprowadzili geolodzy amerykańscy James Hall i James Dwight Dana na podstawie badań Appalachów. Została ona rozwinięta pod koniec XIX przez Suessa i na początku XX wieku, była powszechnie uznawaną teorią powstawania gór aż do pojawienia się teorii tektoniki płyt w latach 60. XX wieku. Od tego czasu trwają nieustanne próby pogodzenia ze sobą tych dwóch punktów widzenia.

## Postać klasyczna
W postaci klasycznej zwykło się uważać, że pasmo górskie powstaje ze sfałdowań gromadzących się na szelfie i dnie oceanu osadów podczas zderzenia kontynentów. Osady powstające w pobliżu kontynentu – a więc przede wszystkim na szelfie i stoku kontynentalnym – tworzą miogeosynklinę, podczas gdy osady głębokomorskie (czyli zalegające na dnie basenów oceanicznych u podnstawy stoku kontynentalnego) tworzą eugeosynklinę. Gdy ocean się zamyka, osady te zostają sfałdowane i wypiętrzają się w łańcuch górski.

## Współczesna synteza
Od momentu rozwinięcia się współczesnej teorii tektoniki płyt odchodzi się od tego prostego obrazu na rzecz bardziej złożonej syntezy.
Po pierwsze, nie wykazuje się tak jednoznacznego połączenia genetycznego między powstawaniem geosynkliny a gór fałdowych. Osady gromadzą się w zagłębieniach terenu (a więc i w basenach oceanicznych) bez względu na to, czy zostaną kiedyś wciągnięte w procesy orogenezy.
Po drugie, większą rolę w powstawaniu gór przypisuje się obecnie anormalnym fragmentom skorupy oceanicznej – dużym prowincjom magmatycznym, strefom subdukcji, w niewielkim stopniu również górom wulkanicznym itp. Wg tektoniki płyt znaczna część osadów włączana tradycyjnie w zakres geosynkliny ulega subdukcji, choć w pewnym zakresie – zwłaszcza dla osadów miogeosynkliny – skały te mogą zostać włączone w proces górotwórczy (np. Karpaty).
Warto jednak dodać, że mimo wszystko nie uległo przekreśleniu jedno z głównych założeń teorii geosynkliny: to, że w basenach oceanicznych gromadzą się osady, które mogą zostać później wypiętrzone i utworzyć pasmo górskie. Rozwój teorii tektoniki płyt doprowadził raczej do wykazania, że proste następstwo wydarzeń, wyrażone w kanonicznym cyklu geoklinalnym (faza wczesna, dojrzała, właściwa i starcza), jest bardziej wyjątkiem niż regułą i być może słuszniej jest rozpatrywać proces powstawania gór w języku poruszających się płyt niż wypełniających basenów oceanicznych.

## Typy geosynklin
- Miogeosynklina – geosynklina płytkomorska, powstały z niej np. Góry Świętokrzyskie
- Eugeosynklina – geosynklina głębokomorska, intensywna działalność wulkaniczna
- Parageosynklina – tworząca się pomiędzy oceanem a kontynentem
- Mezogeosynklina – tworząca się pomiędzy dwoma kontynentami
- Monogeosynklina – składająca się z jednego obniżenia
- Poligeosynklina – składająca się z wielu rowów oddzielonych od siebie geantyklinami